# Eupithecia limbopunctata
Eupithecia limbopunctata là một loài bướm đêm trong họ Geometridae.